# Viveca Sten
Viveca Sten, née le 18 juin 1959 à Stockholm, en Suède, est une romancière suédoise, auteure de plusieurs romans policiers et ouvrages juridiques.
Elle est principalement connue pour être l'auteure d'une série policière se déroulant sur l'île de Sandhamn, et qui a été adaptée à la télévision sous le format d'une mini-série intitulée Meurtres à Sandhamn (Morden i Sandhamn).

## Biographie
Elle obtient un diplôme de droit à l'université de Stockholm, puis un MBA à l'École d'économie de Stockholm. Elle travaille au cours de sa carrière comme avocate et responsable juridique pour les sociétés Scandinavian Airlines System, Letsbuyit.com, Amadeus Scandinavia et pour l'entreprise de service postal PostNord.
Elle vient à l'écriture en rédigeant des manuels juridiques. Lors de l'été 2005, elle imagine lors d'une balade sur l'île de Sandhamn le cadre de son premier roman policier qu'elle publie en 2008 sous le titre I de lugnaste vatten. Ce récit est traduit en français en 2013 par l'éditeur Albin Michel dans sa collection Spécial Suspense sous le titre La Reine de la Baltique. 
À la suite du succès rencontré par ce premier livre en Suède, puis en Europe, Sten poursuit son œuvre et publie au rythme d'un roman par an de nouvelles aventures de l'inspecteur Thomas Andreasson et de l'avocate Nora Linde. Fin 2011, elle devient romancière à temps plein. 
En 2010, ces romans sont adaptés à la télévision suédoise pour la mini-série Meurtres à Sandhamn (Morden i Sandhamn), avec les acteurs Jakob Cedergren, Alexandra Rapaport et Anki Lidén dans les rôles principaux. Dans les premiers épisodes, Sten apparaît en caméo en jouant un petit rôle de figuration. Cette série est diffusée en France par Arte au début de l'année 2015.

## Œuvre

### Romans policiers

#### Série Thomas Andreasson (Sandhamnsdeckarna)
1. I de lugnaste vatten (2008) Publié en français sous le titre La Reine de la Baltique, traduit par Rémi Cassaigne, Paris, Albin Michel, coll. « Spécial Suspense », 2013 ; réédition, Paris, Le Livre de poche, coll. « Policier » no 33487, 2014.
2. I den innersta kretsen (2009) Publié en français sous le titre Du sang sur la Baltique, traduit par Rémi Cassaigne, Paris, Albin Michel, coll. « Spécial Suspense », 2014.
3. I grunden utan skuld (2010) Publié en français sous le titre Les Nuits de la Saint-Jean, traduit par Rémi Cassaigne, Paris, Albin Michel, coll. « Spécial Suspense », 2015.
4. I natt är du död (2011) Publié en français sous le titre Les Secrets de l’île, traduit par Rémi Cassaigne, Paris, Albin Michel, coll. « Spécial Suspense », 2016.
5. I stundens hetta (2012) Publié en français sous le titre Au cœur de l'été, traduit par Rémi Cassaigne, Paris, Albin Michel, coll. « Spécial Suspense », 2017.
6. I farans riktning (2013) Publié en français sous le titre Retour sur l’île, traduit par Rémi Cassaigne, Paris, Albin Michel, coll. « Spécial Suspense », 2018.
7. I maktens skugga (2014) Publié en français sous le titre Dans l’ombre du paradis, traduit par Rémi Cassaigne, Paris, Albin Michel, coll. « Spécial Suspense », 2019.
8. I sanningens namn (2015) Publié en français sous le titre Au nom de la vérité, traduit par Rémi Cassaigne, Paris, Albin Michel, coll. « Spécial Suspense », 2020 (ISBN 978-2226438249).
9. I fel sällskap (2018) Publié en français sous le titre Sous protection, traduit par Rémi Cassaigne, Paris, Albin Michel, coll. « Spécial Suspense », 2021 (ISBN 978-2-226-43825-6).
10. I hemlighet begravd (2019) Pas encore traduit en français.

Hors série
1. Iskalla ögonblick : Tio skärgårdsberättelser (2017), nouvelles Pas encore traduit en français.

#### Série Meurtres à Åre (Åremorden)
1. Offermakaren (2020) Publié en français sous le titre Une écharpe dans la neige, traduit par Rémi Cassaigne, Paris, Albin Michel, 2022 (ISBN 978-2-2264-6211-4).
2. Dalskuggan (2021) Publié en français sous le titre Les Ombres de la vallée, traduit par Amanda Postel et Anna Postel, Paris, Albin Michel, 2023 (ISBN 9782226462121).
3. Botgöraren (2022) Publié en français sous le titre Chambre 505, traduit par Amanda Postel et Anna Postel, Paris, Albin Michel, 2024 (ISBN 978-2-226-46213-8).
4. Vilseledaren (2023) Pas encore traduit en français.

### Romans fantastiques

#### Série L’Île des disparus (Havsfolket) (avec Camilla Sten)
1. Djupgraven (2016) Publié en français sous le titre La Fille de l’eau, traduit par Marina Heide, Paris, Michel Lafon, 2018 (ISBN 978-2-7499-3261-3).
2. Sjörök (2017) Publié en français sous le titre Le Secret du brouillard, traduit par Marina Heide, Paris, Michel Lafon, 2019 (ISBN 978-2-7499-3262-0).
3. Mareld (2018) Publié en français sous le titre Les Lueurs de l’archipel, traduit par Marina Heide, Paris, Michel Lafon, 2019 (ISBN 978-2-7499-3263-7).

### Manuels juridiques
- Outsourcing av IT-tjänster (1999), avec Magdalena Augustson
- Förhandla i affärer (2003)
- Internationella avtal – i teori och praktik (2003), collectif

### Livre de cuisine
- Skärgårdssommar (2014)

## Filmographie

### Comme auteur adapté
- 2010 - 2014: Meurtres à Sandhamn (Morden i Sandhamn), série télévisée suédoise réalisé par Marcus Olsson (sv) (saison un), Niklas Ohlson et Mattias Ohlsson (saisons deux, trois et quatre) d'après les romans de Sten.
- 2014 - 2015 : Le Crime (Zbrodnia), série télévisée polonaise réalisé par Grzegorz Zgliński (saison un) et Sławomir Fabicki (saison deux), d'après la série suédoise.
- 2025 : Meurtres à Åre, série sur Netflix

### Comme actrice
- 2010 - 2014 : Meurtres à Sandhamn (Morden i Sandhamn)